# フェノテロール
フェノテロール(fenoterol)は短時間作用性β2アドレナリン受容体刺激剤であり、喘息や慢性閉塞性肺疾患の治療に使われる。

## 概要
フェノテロールは吸入されると肺へと達してβ2アドレナリン受容体を活性化し、気管支平滑筋を弛緩させる。効果は吸入の数分後から現れ、3～5時間持続する(短時間作用型気管支拡張剤)。フェノテロールの吸入製剤は、気管支喘息および慢性閉塞性肺疾患における急性増悪時の薬物療法として用いられる。副作用として、血清カリウム値の低下、振戦、動悸、不安、めまい、頭痛、頻脈、不整脈、などが起こりうる。

## 商品名
臭化水素酸フェノテロールは日本では以下の商品名で販売されている。
- ベロテックBerotec (日本ベーリンガーインゲルハイム)
- エミテックスEmitex (長生堂、ジェネリック)
- モンブルトMonburt (日新、ジェネリック)
- ポルボノールPolbonol (ローマン=高田、ジェネリック)
- シオベテックSiobetec (シオノ、ジェネリック)
- ウガコールUgacor (大原、ジェネリック)

定量噴霧式吸入器(MDI)のベロテックエロゾル(日本ベーリンガーインゲルハイム)は、添加剤としてかつてCFC(特定フロン)が使われていたが、現在はHFA(代替フロン)に切り替えられている。

## 喘息死との関連
ニュージーランドでは1990年代前半までフェノテロールが広く使われていたが、本薬が喘息死の第二の流行の要因であるという証拠に応えて、ニュージーランド厚生省は使用を厳しく制限した。その後ニュージーランドでは喘息の悪化が著しく減少したため、喘息死の流行はフェノテロールが原因だったとする主張がある。ただし、同じデータを再分析した結果、喘息悪化の減少はフェノテロールではなく、吸入副腎皮質ステロイド剤の使用の増加と強く関連している、という反論がある。

## 日本での「ベロテック問題」
1997年ごろ、薬害オンブズパースンやジャーナリストの櫻井よし子は、喘息患者の死亡は当時最もよく使われていたβ2刺激剤であるベロテックの心臓への副作用が原因であると主張し、当時の厚生省と販売元の日本ベーリンガーインゲルハイム社にベロテックの販売中止を要求するなどの運動が起こしていた。当時専門家によって、β2刺激剤の常用による耐性の発生や、β2刺激剤の乱用を許すことによる通院の遅れなどによって、喘息悪化・喘息死のリスクが増大していることは指摘されていた。しかし同時に、発作時のβ2刺激剤の使用は喘息治療に必須であることも認められていた。薬害オンブズパースンらは、喘息治療の現場への無知、喘息死に対する誤解(喘息死のほとんどは喘息症状の悪化によるものであり、β2刺激剤の副作用ではない)、データの悪質な誤用による主張などがあり、喘息の専門家・患者団体からの支持をまったく受けることができず、現場を混乱させたとして批判されている。